# Dorchester Bay
Die Dorchester Bay ist die kleinste der drei Buchten im südlichen Boston Harbor und Teil der Massachusetts Bay im Bundesstaat Massachusetts der Vereinigten Staaten. Die Bucht bildet den südlichen Teil der Küstenlinie des Bostoner Stadtteils South Boston, den nordöstlichen Küstenabschnitt von Dorchester sowie die nördliche Küstenlinie der Stadt Quincy.
In der Bucht liegt Thompson Island, eine der Hafeninseln im Boston Harbor. Der Neponset River mündet zwischen Dorchester und dem Squantum Point Park in Quincy in die Dorchester Bay. An der Westküste der Bucht am Ende der Halbinsel Columbia Point liegt das John F. Kennedy Library and Museum. Entlang der Nordküste verläuft für 2,6 mi (4 km) der Day Boulevard, einer der Parkways des Massachusetts Department of Conservation and Recreation und Teil des Metropolitan Park System of Greater Boston.